# Jeune Théâtre
Jeune Théâtre est le nom donné en Belgique francophone à un mouvement artistique qui s’est érigé en opposition aux structures et aux pratiques théâtrales mises en place à la fin de la Seconde Guerre mondiale et principalement représentées par le Théâtre national de Belgique.
Ce mouvement a été marqué par l’émergence de nouveaux metteurs en scène, de nouveaux acteurs, de nouveaux auteurs, de nouvelles compagnies dites « Jeunes compagnies ».  Il est caractérisé par la création de nouveaux lieux de spectacle, par des approches diverses du texte, du corps, de l’espace scénique, par l’analyse du rapport existant entre la salle et la scène et de celui qui existe entre les artistes et les institutions politiques.

## De 1945 aux années 1960
Dès 1943, alors que la Belgique subit toujours l'occupation allemande de la Deuxième Guerre mondiale, de nouvelles compagnies théâtrales sont créées : « Les Spectacles du Palais » par Raymond Gérôme au Palais des Beaux-Arts de Bruxelles, les « Beaux Spectacles » au Château de Beersel par Raymond Rouleau, le Rideau de Bruxelles par Claude Étienne – le seul de cette série qui sera pérenne.
Le Théâtre national de Belgique suit en 1945, « dans un souci de réconciliation sociale » pour offrir la culture au plus grand nombre, faire connaitre le théâtre belge en Belgique comme à l’étranger et valoriser la profession de comédien.  Principale institution théâtrale, le TNB « occupe le terrain » à Bruxelles comme en province, par les tournées qu’il organise, et est le plus largement subsidié. À partir de 1952, le Théâtre royal du Parc qui joue le répertoire et le Rideau de Bruxelles qui fait de la recherche vont être également subsidiés mais les autres créateurs, ne recevant de subventions qu'à la saison, vivent dans l'incertitude permanente, hors du cercle des privilégiés.
En 1951, le Théâtre de l'Étuve est lancé par quelques jeunes comédiens dans une cave, au n° 12 de la rue de l'Étuve à Liège, qui permet d'accueillir quatre-vingt spectateurs au maximum. Travaillant avec les moyens du bord, dans une rotation rapide des artistes, ce théâtre offre une programmation alternative, innovante, montant des auteurs français mais aussi Witold Gombrowicz, Sławomir Mrożek et Stanisław Ignacy Witkiewicz. Il va faire connaitre des artistes de divers secteurs (Serge Gainsbourg, Dany Boon, Eric Boschman y ont fait leurs premiers pas sur une scène belge) et survit toujours en 2025.
En 1951 aussi nait le Théâtre de Poche qui « dans un salon exigu des beaux quartiers bruxellois, lie aussi un programme « jeune » à la réduction du nombre de places offertes aux spectateurs » ; il est animé par Roger Domani et Roland Ravez. En présentant des textes de Boris Vian, Jacques Audiberti, Jean Genet, Eugène Ionesco, le Poche dénote et heurte la sensibilité d'une partie du public. Il va garder sa vocation exploratrice et devenir le « Théâtre expérimental de Belgique ».
En 1958, Paul Anrieu lance le Théâtre expérimental de la Cambre qui va tenir quatre ans.
En 1959, Roland Ravez ouvre son propre Théâtre de Quat'Sous à la Grand-Place de Bruxelles. En 1960, Charles Martigue tente le Théâtre d'Art, d'esprit plus littéraire.
En 1963 Albert-André Lheureux crée, toujours dans la capitale belge, le Théâtre de l'Esprit Frappeur où il va accueillir le Théâtre oblique d'Henri Ronse. 

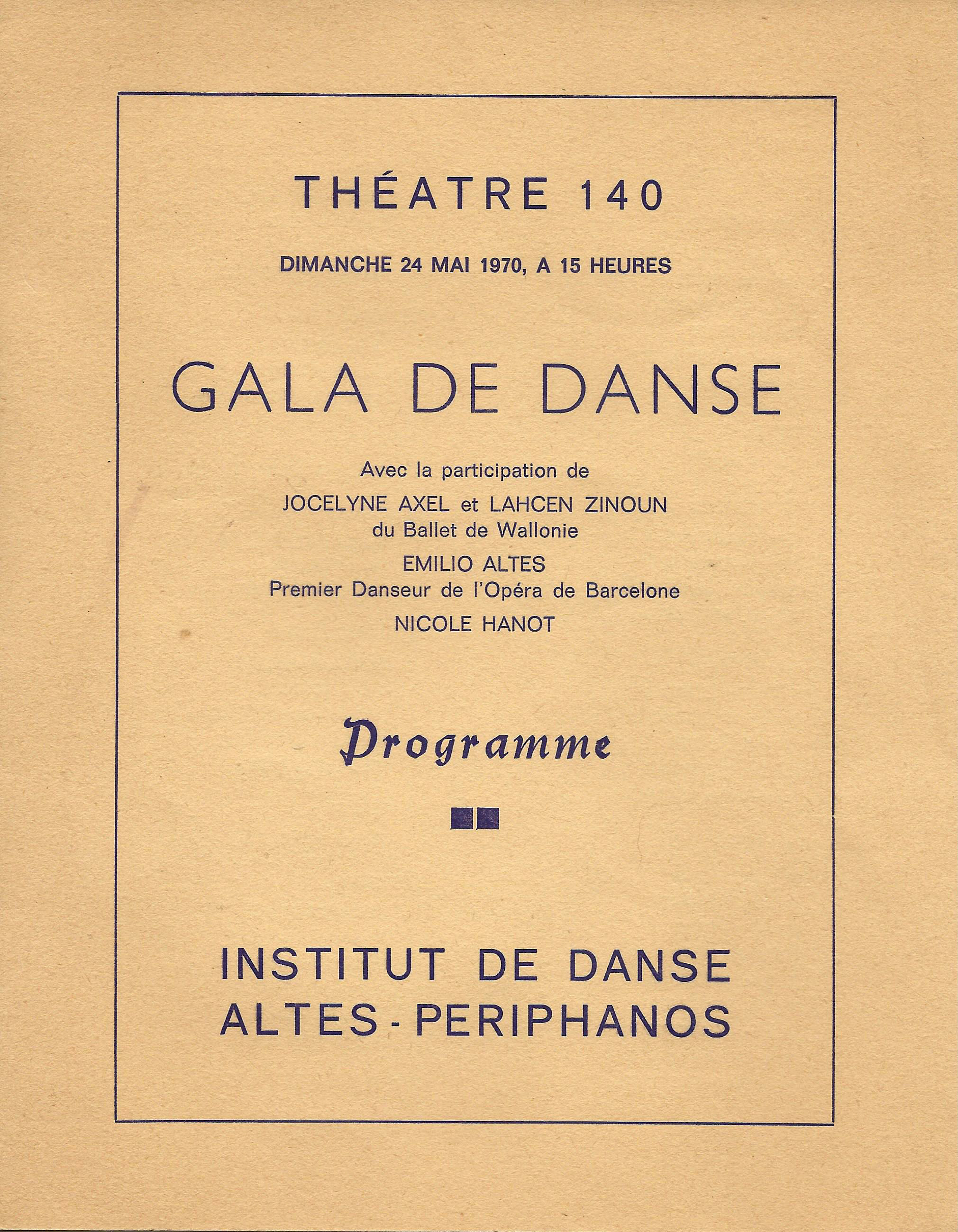
Programme d'un gala de danse au Théâtre 140 (avec Emilio Altes et Nicole Hanot)

Ce sont tous des théâtres de taille modeste, logés dans des caves ou des maisons particulières, mais qui proposent une nouvelle gamme de spectacles à un public qui dispose davantage de loisirs et où le nombre de diplômés augmente. D'autres petites compagnies font de l'animation en province - le Théâtre de l'Alliance de Maurice Sévenant et le Centre dramatique de Wallonie de Paul Anrieu, par exemple.
Le Théâtre 140 nait aussi en 1963, mais, situé à l'arrière de nouveaux buildings construits avenue Plasky, il dispose quant à lui d'un vaste plateau, d'un gril technique moderne, de loges et d'une salle en pente ; il peut être loué par des particuliers (responsables d'écoles de danse bruxelloises, comme celle de Jane Périphanos et Emilio Altés Safon, par exemple) mais sa gestion est assurée par Jo Dekmine qui y programme du jazz, du théâtre et de la danse contemporaine.
En 1966, le Théâtre de la Communauté commence une forme de théâtre particulière à l'intention d'un public ouvrier de la région liégeoise ; Henri Chanal y collabore. En 1967, Monique Dorsel fonde le Théâtre-Poème qui va occuper un créneau très particulier : poésie, philosophie et psychanalyse.
Pour répondre au besoin d'acteurs et des techniciens dont a besoin la télévision, deux écoles se sont ouvertes :
- l'Institut des arts de diffusion (IAD) en 1959 et
- l'Institut national supérieur des arts du spectacle et des techniques de diffusion (INSAS) en 1962

d'où vont sortir une nouvelle génération d'artistes, techniciens du spectacle et créateurs, sensibilisés à d'autres valeurs que leurs prédécesseurs.
La démocratisation des études supérieures donne aussi de nouveaux diplômés qui vont s'intéresser au théâtre, soit directement dans les troupes de théâtre universitaires, soit dans le cadre de leurs études en philologie.
Cette génération s'intéresse davantage à ce qui se passe dans le monde, et particulièrement aux pratiques théâtrales alternatives des États-Unis : performances et happenings.

## Les années 1970
Parce qu'ils ne peuvent trouver de place dans les infrastructures existantes et parce qu'ils désirent pratiquer autrement le théâtre, une série de jeunes créateurs vont fonder leur propre structure et bouleverser le paysage théâtral belge.  Ce mouvement, qu'on a appelé le Jeune Théâtre, est à l'origine des pratiques théâtrales encore en vigueur aujourd'hui.
Les principaux théâtres qui se créent dans les années 1970 sont les suivants :

### Le Parvis et l'ETM
En 1970, Janine Patrick apporte son soutien à Marc Liebens et Jean Lefébure dans le projet de créer un nouveau théâtre dans un ancien cinéma de Saint-Gilles-lez-Bruxelles, l’Élysée, situé le long de l'artère la plus commerçante de la commune, entre le Parvis de Saint-Gilles (où se tient le marché quotidien et d'où le théâtre tire son nom), et la Barrière de Saint-Gilles, important carrefour d'accès.
Le Théâtre du Parvis nait en partenariat avec les autorités communales pour un travail théâtral et d'animation. L'infrastructure présente une grande scène équipée d'un écran de cinéma déroulant, une salle en gradins, des loges et des dépendances techniques mais aussi un foyer et un long hall d'entrée voué à des expositions temporaires tandis que les bureaux et l'imprimerie sont situés dans une rue proche. L'équipe de base compte aussi Michèle Seutin, Yvon-Marie Wauters pour les expositions et Jean-Paul Hubin pour le cinéma. Les comédiens sont des anciens, comme Jacqueline Bir ou Fernand Abel, et des nouveaux qui vont se révéler ensuite (par exemple Philippe van Kessel ou Alexandre von Sivers). L’enthousiasme du début est éloquent : « « Pour moi, dit Jacqueline Bir, c’est une façon de renaître. Le climat des répétitions a été exceptionnel. Il était impossible de ne pas construire quelque chose de fort dans des conditions aussi privilégiées ». »
D’emblée, le rapport au public marque la différence avec les pratiques courantes : toutes les places sont au même prix (mais les Saint-Gillois, les jeunes et les personnes âgées bénéficient d’un tarif préférentiel) ; les spectateurs sont accueillis par des hôtesses, qui offrent gratuitement le programme et ne peuvent accepter de pourboire, et installés sur les gradins qu’aucun manteau d'arlequin, qu’aucun rideau de scène ne sépare du plateau sis en contrebas ; la proximité avec les acteurs est totale. Le public doit provenir partiellement de la population locale ; pour le sensibiliser, des actions d’animations d’ampleurs variables sont menées et une étude sociologique est entamée. Mais la commune comporte un fort pourcentage de population immigrée, surtout espagnole et italienne ; il est difficile de lui faire prendre conscience de ses attentes. D’autre part, une partie des notables locaux va renâcler devant une programmation qui a pour ligne de conduite de faire réfléchir le spectateur, qui propose plus des pièces d'auteurs contemporains que du répertoire classique et présente ce dernier de façon atypique.

« Le Parvis survient à un moment-clé de l’histoire théâtrale. Il tente une synthèse — qui se révèlera ensuite définitivement impossible — entre l’organisation d’un théâtre de rayonnement national et international, et la mise sur pied d’un Centre culturel à vocation de proximité. Après lui, les autorités délimiteront soigneusement les missions des Centres locaux ou régionaux et ces deux sphères d’activité se sépareront nettement : il y aura, d’un côté, les Foyers ou Centres culturels groupés géographiquement, et de l’autre, des jeunes compagnies toujours plus nombreuses »

— Vincent Radermecker, Petit aperçu du Théâtre du Parvis.
Des tensions dans l'équipe provoquent l'éviction de Jean Lefébure fin 1971 ; d'autres avec les pouvoirs publics pour des questions d'argent et de programmation — la politique artistique s'étant radicalisée et éloignée de l'animation culturelle — font qu'au terme de trois années, la convention qui lie le Parvis aux autorités de tutelle n'est pas reconduite. Le lieu devient le Centre culturel Jacques Franck.
Les animateurs du Parvis, privés de lieu, fondent alors l'Ensemble Théâtral Mobile, dit ETM, et vont poursuivre leur recherche esthétique et de théâtre critique, montant des spectacles en divers endroits avant de s'installer rue de la Caserne, à Bruxelles ville, dans un ancien entrepôt.